# Five Eyes
Five Eyes (zkráceně FVEY, česky "pět očí") je aliance zpravodajských služeb zahrnující Austrálii, Kanadu, Nový Zéland, Spojené království a Spojené státy americké. Tyto země jsou stranami v mnohostranné dohodě UKUSA, dohodě o spolupráci v oblasti zpravodajských služeb.
Základy FVEY sahají zpět k neformálním a tajným setkáním během druhé světové války mezi Brity a americkými kryptoanalytiky, které započaly před vstupem Spojených států amerických do války, následována Atlantickou chartou. Kanadský akademik Srdjan Vucetic tvrdí, že aliance vznikla na základě projevu Winstona Churchilla o železné oponě roku 1946, na Westminsterské univerzitě v Missouri. Přesněji Churchillovou domněnkou, že konflikt se sovětskou sférou vlivu přiměje k válce, pokud se anglicky-mluvící demokracie nenaučí spolupracovat.
Během toho, co se studená válka prohlubovala, dohoda o sdílení zpravodajských informací se zformalizovala pod sledovacím programem, s krycím jménem ECHELON. Tento program byl zprvu vyvinut FVEY pro monitorování komunikací bývalého Sovětského svazu a Východního bloku, i když je dnes využíván pro sledování komunikací po celém světe.
V pozdních 90. letech, existence programu ECHELON byla zveřejněna veřejnosti, která spustila důležitou debatu Evropského parlamentu a v menší míře i Kongresu Spojených států amerických. Aliance FVEY rozšířila sledovací schopnosti během války proti terorismu, zaměřenou na monitorování World Wide Web. Bývalý kontraktor pro NSA a whistleblower Edward Snowden, popsal Five Eyes jako supra-nacionalistickou zpravodajskou organizaci, která neodpovídá zákonům vlastních zemí. Dokumenty uniklé za pomocí Snowdena v roce 2013 (XKeyscore), odhalily špionáž Five Eyes občanů a sdílení nasbíraných informací mezi členskými státy, s úmyslem obejít restriktivní domácí předpisy týkající se sledování občanů.
Navzdory pokračujícím kontroverzím ohledně používaných metod, aliance Five Eyes zůstává jednou z nejkomplexnějších zpravodajských aliancí v historii. Poněvadž získané informace jsou shromážděny pomocí několika zdrojů, není omezen na SIGINT (Signals intelligence), HUMINT (Human intelligence) a GEOINT (Geospatial intelligence). 
Během času se aliance se zvětšuje na 9 Eyes a 14 Eyes.

## Organizace
Tabulka představuje přehled zpravodajských služeb patřící pod Five Eyes .
| Stát                   | Zpravodajská služba                              | Zkratka  | Role                                   |
| ---------------------- | ------------------------------------------------ | -------- | -------------------------------------- |
| Austrálie              | Australian Secret Intelligence Service           | ASIS     | HUMINT                                 |
| Austrálie              | Australian Signals Directorate                   | ASD      | SIGINT                                 |
| Austrálie              | Australian Security Intelligence Organisation    | ASIO     | Bezpečnostní zpravodajství             |
| Austrálie              | Australian Geospatial-Intelligence Organisation  | AGO      | GEOINT                                 |
| Austrálie              | Defence Intelligence Organization                | DIO      | Vojenské zpravodajství                 |
| Kanada                 | Canadian Forces Intelligence Command             | CFINTCOM | Vojenské zpravodajství, HUMINT, GEOINT |
| Kanada                 | Communications Security Establishment            | CSE      | SIGINT                                 |
| Kanada                 | Canadian Security Intelligence Service           | CSIS     | HUMINT, SIGINT                         |
| Nový Zéland            | Directorate of Defence Intelligence and Security | DDIS     | Vojenské zpravodajství                 |
| Nový Zéland            | Government Communications Security Bureau        | GCSB     | SIGINT                                 |
| Nový Zéland            | New Zealand Security Intelligence Service        | NZSIS    | Bezpečnostní zpravodajství, HUMINT     |
| Spojené království     | Defence Intelligence                             | DI       | Vojenské zpravodajství                 |
| Spojené království     | Government Communications Headquarters           | GCHQ     | SIGINT                                 |
| Spojené království     | Security Service                                 | MI5      | Bezpečností zpravodajství              |
| Spojené království     | Secret Intelligence Service                      | MI6, SIS | HUMINT                                 |
| Spojené státy americké | Central Intelligence Agency                      | CIA      | HUMINT                                 |
| Spojené státy americké | Defense Intelligence Agency                      | DIA      | Vojenské zpravodajství                 |
| Spojené státy americké | Federal Bureau of Investigation                  | FBI      | Bezpečnostní zpravodajství             |
| Spojené státy americké | National Geospatial-Intelligence Agency          | NGA      | GEOINT                                 |
| Spojené státy americké | National Security Agency                         | NSA      | SIGINT                                 |

## Historie

### Počátky (1940–1956)
Počátky zpravodajské aliance Five Eyes sahají do období tajného setkání britských a amerických kryptoanalytiků v kryptoanalytickém zřízeným v Blechley Park, v únoru roku 1941 (před vstupem USA do války). Britové a Američané sdíleli extrémně důvěrné informace mezi sebou, včetně prolomení německého kódu Enigma a japonského kódu s (anglickým) názvem Purple code. Vztah pro signálové zpravodajství během války se přetvořil do formálně podepsané dohody na konci studené války.
Formální dohoda aliance Five Eyes může být dohledána do dob Atlantické charty, která byla vydána v srpnu roku 1941, pro rozložení cílů poválečného světa. 17. května roku 1943, Britsko-americká Dohoda o komunikačním zpravodajství, také známá jako Dohoda BRUSA, byla podepsána vládou Spojeného království a Spojených států, kvůli usnadnění společných operací mezi Ministerstvem války Spojených států a britskou vládní zpravodajskou a špionážní organizací GCHQ. 5. března byla tajná dohoda formalizována do Dohody UKUSA, která tvořila základ pro veškeré spolupráce signálového zpravodajství mezi NSA a GCHQ do dnešních dnů.
Roku 1948 byla dohoda rozšířena pro přidání Kanady, následována Norskem (1952), Dánskem (1954), Západním Německem (1955), Austrálií (1956) a Novým Zélandem (1956). Tyto země se podílely v alianci jako země „třetí strany“.

### Studená válka
Během Studené války, GCHQ a NSA mezi sebou sdíleli zpravodajské informace na Sovětský svaz, Čínskou lidovou republiku a další země východní Evropy. V průběhu několika desetiletí vznikla sledovací síť s názvem ECHELON, pro monitorování vojenské a diplomatické komunikace mezi Sovětským svazem a spojenci Východního bloku.

### Zveřejnění sítě ECHELON
Na konci 20. století se sledovací systém ECHELON přeměnil v globální systém, schopen prohlížet masivní množství soukromé a komerční komunikace, včetně telefonních hovorů, faxu, emailů a další datových provozů.
Five Eyes má hlavní dva typy metod pro sběr informací: program PRISM a systém tzv. "Upstream colletion system". Program PRISM shromažďuje data uživatelských informací, od technologických firem jako je Google, Apple a Microsoft, zatímco Upstream colletion system sbírá informace přímo z komunikace civilního obyvatelstva přes datové toky, datové kabely a jejich infrastrukturu. K úplně prvnímu odhalení programu veřejnosti došlo roku 1972, když bývalý komunikační analytik pro NSA vyzradil magazínů Ramparts Magazine informace o technologii vyvinutou NSA, která dokáže dešifrovat veškeré sovětské kódy. V roce 1988, Duncan Campbell odhalil existenci programu ECHELON deníků New Statesman, jako dodatek dohody UKUSA ohledně celosvětového zpravodajství signálů. Příběh s názvem „Somebody’s listening" (česky, „Někdo poslouchá“) podrobně popsal, že odposlech nebyl pouze použit pro zájmy národní bezpečnosti, ale byl často zneužit pro průmyslovou špionáž v prospěch amerických obchodních zájmům. Detailní popis programu ECHELON byl poskytnut novozélandským reportérem Nickym Hagerem, v knize s názvem „Skrytá síla – Role Nového Zélandu v mezinárodní špionážní síti“, v originále, „Secret Power – New Zealand’s Role in the International Spy Network“. Dne 16. března Evropský parlament vyzval k usnesení na alianci Five Eyes a jejich sledovací síť ECHELON, kdyby toto usnesená prošlo, došlo by ke kompletnímu rozpadu programu ECHELON.
Tři měsíce později byla vytvořena prozatímní komise programu ECHELON Evropským parlamentem pro vyšetření této sledovací sítě. Nicméně, podle řady evropských politiků, bylo vyšetřování ztíženo Evropskou komisí. Ve Spojených státech zákonodárci kongresu varovali před použitím programu ECHELON, pro monitorování občanů USA. Dne 14. května roku 2001, americká vláda zrušila veškeré setkání dočasné komise pro ECHELON. Podle zprávy BBC v květnu roku 2001, „Americká vláda stále odmítá přiznat, že vůbec program ECHELON existuje.“

### Válka proti terorismu
V důsledku útoku na Světové obchodní centrum (WTC) 11. září, sledovací schopnosti aliance Five Eyes se značně rozšířila jako součást globálního boje proti terorismu. Během eskalování války v Iráku, komunikace zbrojního inspektora Organizace spojených národů Hanse Blixe, byla monitorována aliancí Five Eyes. Úřad generálního tajemníka OSN byl odposloucháván britskými agenty. Memorandum Národní bezpečnostní agentury (NSA) obsahovalo detailní plány aliance Five Eyes pro posílení odposlechů šesti států delegace Spojených národů, jako součást kampaně „špinavé triky“ pro vytvoření tlaku na těchto šest států, aby volili v prospěch užití vojenské síly proti Iráku.
K roku 2012 získala aliance Five Eyes také přístup do utajené verze internetu americké vlády, s názvem SIPRNet.
Roku 2013, uniklé dokumenty za pomocí Edwarda Snowdena, odhalily existenci několika sledovacích programů (PRISM, XKeyscore, Tempora, MUSCULAR, STATEROOM), které byly provozovány FVEY.

### Konkurence s Čínou (od roku 2018)
Dne 1. prosince byla výkonná ředitelka firmy Huawei Meng Wanzhou zatčena na mezinárodním letišti Vancouver, aby čelila obvinění z podvodu a spiknutí ve Spojených státech. Čína odpověděla zatčením dvou kanadských státních příslušníků. Podle čínského deníku South China Morning Post, tento konflikt byl analytikem považován za začátek přímého střetu mezi vedením čínské komunistické strany a členy Five Eyes. V následujících měsících Spojené státy omezily výměnu technologií s Čínou. Po výzvě australských parlamentních zástupců a ministra zahraničí Spojených států Mikea Pompea, britská vláda oznámila, že omezí přítomnost technologie Huawei v jejich síti z 5G na nulu.
Koncem dubna roku 2021, deník Global Times uvedl, že zaměstnanci společností a organizací, které jsou považovány za „rizikové“, cestující do členských zemí, které jsou členy Five Eyes, budou sledováni čínským ministerstvem pro státní bezpečnost. Tito zaměstnanci budou povinni ohlásit jejich destinaci, agendu a naplánované schůzky. Mezi další bezpečnostní opatření patří absolvování tzv. „špionážního vzdělání před odjezdem“ a ponechat své elektronické zařízení doma. Tato opatření vyšla v období zvýšeného napětí mezi Čínou a státy Five Eyes.

## Seznam cílů sledovaných Five Eyes

### Osobnosti
Možnosti sledování FVEY se stálé zvětšují s rostoucím technologickým pokrokem, proto byl postupem času vyvíjen globální sledovací systém, který zachycuje komunikaci veškerého obyvatelstva mimo státní hranice. Následující tabulka obsahuje seznam osobností, které byly sledovány FVEY.
| Jméno                    | Období    | Zpravodajské služby |
| ------------------------ | --------- | ------------------- |
| Charlie Chaplin          | 1889–1977 | • MI5 • FBI         |
| Strom Thurmond           | 1902–2003 | • Ruzné             |
| Nelson Mandela           | 1918–2013 | • CIA • SIS         |
| Jane Fondaová            | 1937–     | • GCHQ • NSA        |
| Sajjid Alí Chameneí      | 1939–     | • GCHQ • NSA        |
| John Lennon              | 1940–1980 | • FBI • MI5         |
| Ehud Olmert              | 1949–     | • GCHQ • NSA        |
| Susilo Bambang Yudhoyono | 1949–     | • ASD • NSA         |
| Angela Merkelová         | 1954–     | • Různé             |
| Princezna Diana          | 1961–1997 | • GCHQ • NSA        |
| Kim Dotcom               | 1974–     | • FBI • GCSB        |

### Organizace

#### Letecké společnosti
- Aeroflot (Rusko)

#### Vysílací sítě
- Al-Džazíra (Katar)

#### Finanční instituce
- SWIFT
- Visa (USA)

#### Mezinárodní korporace
- Thales Group (Francie)

#### Ropné korporace
- Petrobras (Brazílie)
- TotalEnergies (Francie)

#### Vyhledávače
- Google (USA)
- Yahoo! (USA)

#### Telekomunikační operátoři
- Alcatel-Lucent (Francie)
- Belgacom (Belgie)
- Pacnet (Hong Kong)

#### Organizace spojených národů
- Valné shromáždění OSN
- Dětský fond Organizace spojených národů (UNICEF)
- Rozvojový program OSN
- Mezinárodní agentura pro atomovou energii

#### Univerzity
- Univerzita Čching-chua (Čína)
- Hebrejská univerzita v Jeruzalémě